# Olympische Winterspiele 1924/Bob
Bei den I. Olympischen Winterspielen 1924 in Chamonix fand ein Wettbewerb im Bobfahren statt. Startberechtigt waren sowohl Vierer- als auch Fünferbobs. Austragungsort war die Naturbahn Piste de bobsleigh des Pélerins. Sie hatte eine Länge von 1464,97 m und bestand aus 19 Kurven. Der Höhenunterschied zwischen Start und Ziel betrug 156,29 m.

## Medaillenspiegel
| Platz  | Land           | Gold | Silber | Bronze | Gesamt |
| ------ | -------------- | ---- | ------ | ------ | ------ |
| 1      | Schweiz        | 1    | –      | –      | 1      |
| 2      | Großbritannien | –    | 1      | –      | 1      |
| 3      | Belgien        | –    | –      | 1      | 1      |
| Gesamt | Gesamt         | 1    | 1      | 1      | 3      |

## Ergebnis
2. Februar 1924: 09:42 Uhr (1. Lauf), 10:41 Uhr (2. Lauf) 

3. Februar 1924: 12:12 Uhr (3. Lauf), 13:01 Uhr (4. Lauf)
Zuschauer: 1540 (1. Tag) und 1854 (2. Tag)
9 Bobs am Start, davon 6 in der Wertung.
Das Rennen war von Tauwetter betroffen. Der von Charles Stoffel (Schweiz I) gesteuerte Bob Kismet ging als Favorit ins Rennen, stürzte aber im ersten Lauf und gab auf. Frankreich II und Italien II erlitten dasselbe Schicksal. Eduard Scherrer (Schweiz II) fuhr dreimal Laufbestzeit. Scherrers Schlitten, den er Acrobate nannte, war mit seinen extrem breiten Kufen bevorteilt und erreichte eine Geschwindigkeit von bis zu 70,2 km/h.
Paul Van den Broeck und Victor Verschueren (beide Bob Belgien I) nahmen auch am Eishockeyturnier teil
Henri Aldebert und Georges André (beide Bob Frankreich I) auch am Curlingturnier.
(alle Zeiten in min)
| Platz | Land | Sportler                                                                                     | 1. Lauf | 2. Lauf | 3. Lauf | 4. Lauf | Gesamt  |
| ----- | ---- | -------------------------------------------------------------------------------------------- | ------- | ------- | ------- | ------- | ------- |
| 1     | SUI  | Schweiz II: Eduard Scherrer Alfred Neveu Alfred Schläppi Heinrich Schläppi                   | 1:27,39 | 1:26,60 | 1:25,02 | 1:26,53 | 5:45,54 |
| 2     | GBR  | Großbritannien II: Ralph Broome Terence Arnold Alexander Richardson Rodney Soher             | 1:28,73 | 1:28,67 | 1:25,76 | 1:25,67 | 5:48,83 |
| 3     | BEL  | Belgien I: Charles Mulder René Mortiaux Henri Willems Paul Van den Broeck Victor Verschueren | 1:29,89 | 1:34,22 | 1:29,98 | 1:28,20 | 6:02,29 |
| 4     | FRA  | Frankreich I: Anthony Berg Henri Aldebert Georges André Jean de Suarez d’Aulan               | 1:39,35 | 1:34,99 | 1:36,68 | 1:31,93 | 6:22,95 |
| 5     | GBR  | Großbritannien I: William Horton Archibald Crabbe Francis Fairlie George Pim                 | 1:42,33 | 1:41,28 | 1:38,58 | 1:38,52 | 6:40,71 |
| 6     | ITA  | Italien I: Lodovico Obexer Massimo Fink Paolo Herbert Giuseppe Steiner Luis Trenker          | 1:53,00 | 1:49,69 | 1:48,73 | 1:43,99 | 7:15,41 |
|       | FRA  | Frankreich II: Étienne Legrand Gabriel Izard Jacques Jany Fernand Legrand                    | 4:29,01 | –       | 2:00,79 | 1:56,58 | DSQ     |
|       | ITA  | Italien II: Luigi Tornielli Adolfo Bocchi Leonardo Bonzi Alfredo Spasciani Alberto Visconti  | 4:08,44 | –       | –       | –       | DSQ     |
|       | SUI  | Schweiz I: Charles Stoffel Alois Faigle Anton Guldener Edmond Laroche                        | 5:38,00 | –       | –       | –       | DSQ     |